# Ángel Carracedo
Ángel María Carracedo Álvarez, también conocido como Anxo Carracedo (Santa Comba, La Coruña, 12 de noviembre de 1955), es un catedrático de Medicina Legal, investigador y experto internacional en genética. Es miembro de la Real Academia Gallega de Ciencias.

## Biografía
Premio Extraordinario de Licenciatura en Medicina por la Universidad de Santiago de Compostela (USC) en 1978 y Doctor en Medicina por la misma universidad en 1982 también con Premio Extraordinario ( tesis: Estudio sobre los polimorfismos enzimáticos eritrocitarios en la población gallega: su aplicación a la investigación biológica de la paternidad ). Catedrático de Medicina Legal de la USC desde el año 1989 y ha sido director del Instituto de Medicina Legal de la misma entre 1994 a 2012.
Actualmente dirige la Fundación Pública Galega de Medicina Xenómica (SERGAS, Junta de Galicia) y el Centro Nacional de Genotipado-ISCIII (CEGEN) desde los años 1999 y 2002 respectivamente. Coordina el Grupo de Medicina Genómica de la USC que integra diez grupos de investigación, plataformas tecnológicas de última generación y cerca de 100 miembros, personal investigador de diferentes nacionalidades. Además es jefe de grupo del CIBERER (Centro de Investigación Biomédica en Red de Enfermedades Raras) y Coordinador del área de Genética y Biología de Sistemas del Instituto de Investigación Sanitaria de Santiago de Compostela (IDIS).
A su labor investigadora, se une sus trabajo docente como catedrático de Medicina Legal en la facultad de Medicina y Odontología de la Universidad de Santiago de Compostela. Ha creado un grupo que se ha convertido en líder mundial en genética forense y de referencia en genómica comparada y de poblaciones. Ha sido pionero, desde el Instituto de Medicina Legal de Santiago, que dirige desde 1994, en la introducción de nuevas tecnologías para la identificación forense mediante la genética molecular, técnicas que se han implantado de forma rutinaria en los laboratorios de todo el mundo. Ha participado en más de tres mil pericias y ha sido requerido, junto a sus colaboradores, en casos famosos como el crimen de Alcácer, el 11-M o en la identificación de las víctimas del tsunami del sudeste de Asia, entre muchos otros. Fue presidente de la Sociedad Internacional de Genética Forense y en la actualidad es vicepresidente de la Academia Internacional de Medicina Legal, así como presidente de la Academia Mediterránea de Ciencias Forenses y presidente de la Sociedad Española de Farmacogenética y Farmacogenómica. Su trayectoria profesional también tiene reflejo en la publicación de artículos de
investigación en las revistas de mayor impacto científico. Ha publicado más de 340 artículos sobre medicina genómica, genética clínica y genética forense y de poblaciones, que también han sido aceptados por publicaciones de la máxima relevancia como Science o Nature. En este ámbito también es editor de la revista Forensic Science International: Genetics y miembro de quince revistas internacionales de genética y medicina forense.
En septiembre de 2015 recibió el Premio Nacional de Genética (en su modalidad de genética aplicada). Además está galardonado con la Medalla de Galicia (2011), el Premio Rey Jaime I a la Investigación Médica, la Medalla Castelao (2006), la Medalla Adelaida y el Premio Fernández Latorre (2011).